# Luccai katedrális
A luccai Szt. Márton-katedrális a Luccai főegyházmegye székesegyháza. A hagyomány szerint a 6. században alapította Szt. Fridianus, majd a város akkori püspöke, Anselmo da Baggio (a későbbi II. Sándor pápa) 1060-ban átépíttette. Mai formáját a 12-14. században nyerte el.

## Története
A katedrális az egykori római város szélén helyezkedett el, mert a belső területei sűrűn beépültek voltak; a városmagban, a valamikori fórumon jóval később, csak a 8. században épült meg a Szt. Mihály-bazilika. Közvetlen környezetében több, különböző templomot is felhúztak, egyfajta püspöki épületkomplexumot alkotva. A székesegyházi funkciót a 8. században kapta meg, addig a Szt. Reparata-templom volt a püspöki székhely. A változás valószínűleg összefügg azzal, hogy a frankok megdöntötték a Longobárd Királyságot és a Lucca a Frank Birodalom fennhatósága alá került. 780-ban I. Giovanni püspök az elnéptelenedett Populonia városából áthozatta ide Szt. Regulus ereklyéit és elhelyezésükhöz kibővítette az épületet, valamint altemplomot létesített.
Anselmo da Baggio püspök 1060-ban elkezdte a katedrális teljes átépítését. Az elkészült templomot már II. Sándor pápaként szentelte fel 1070-ben (ugyanekkor megtartotta püspöki címét is, részben ezért is mert egyházfői pozíciója II. Honorius antipápával vívott küzdelme miatt nem volt teljesen biztos). Ebből az időszakból mára csak Anselmo da Baggio mellszobra maradt meg, amely a katedrális múzeumában látható.
Az épület valószínűleg öthajós román bazilika lehetett, oszlopsorokkal alátámasztott női karzatokkal és fából készült mennyezettel. A később kialakított porticus máig megőrizte a karzatokat alátámasztó gyámkonzolok nyomait. A 12-13. század fordulóján Guidetto da Como tervei alapján készült el a homlokzati oszlopcsarnokos porticus, amely a pisai székesegyház építészeit is megihlette. Valamivel később - valószínűleg a statikai problémák miatt -  nekifogtak az apszis átépítésének is. A bővítéshez II. Enrico püspök feláldozta a püspöki palota kertjének egy részét. A bővítés hossza arra enged következtetni, hogy már ekkor tervezték a templom háromhajós, kereszthajóval ellátott katedrálissá való átalakítását; a bővítéssel ugyanis a templom galériái ugyanolyan hosszúra nőttek, mint amilyen hosszúságot később a kereszthajó oldalkarjai kaptak. A munkálatok - amint azt az apszisba befalazott emléktábla bizonyítja - 1308-ban kezdődtek és a 14. század közepére készült el a nagy, egységes, román stílusú apszis. A további munkálatok a város rossz gazdasági helyzete miatt lassan és rossz minőségben folytak, így 1372-ben el is távolították az oszlopokat és jobb, nyolcszögletű pillérekkel pótolták őket. A gótikus stílusban történő átépítés munkálatai 1390 körül fejeződtek be.

## Jellemzői
- hossza: 84,3 m
- a főhajó szélessége: 27,3 m
- a kereszthajó szélessége: 43,6 m
- a Főhajó magassága: 27,6 m
- a harangtorony magassága: 58 m

A nyugat felé, a Piazza San Martino-ra tekintő főhomlokzatot tartó porticus-narthexet három boltív tagolja, melyek közül a jobb szélső az épülethez illeszkedő harangtorony miatt keskenyebb. A felső oszlopcsarnokok szobrait és domborműveit Guidetto és munkatársai készítették (1204 körül), míg a porticus díszítése Mastro Lombardo és Guido Bigarelli munkája (1233-1260). A porticus boltívei alatt gyakran pénzváltók standjai álltak, kuncsaftjaik többnyire a zarándokok közül kerültek ki. Egy felirat emlékezteti is a pénzváltókat, hogy óvakodjanak a csalástól.
A harangtorony talapzatához támaszkodó oszlop egyik kövén egy faragott labirintus látható, amelyet a Thészeusz és Ariadné mítoszát idéző felirat szegélyez. A labirintus egyes feltételezések szerint a templomos lovagrendhez köthető. A homlokzaton két boltív között található a köpenyét a koldussal megosztó Szent Márton lovasszobra (az eredeti másolata).
A székesegyház alaprajza latin keresztet formáz, háromhajós csarnokkal, a két oldalhajó fölött gótikus, háromosztatú ablakos galériákkal. A főhajó végén helyezkedik el a három nagy, román stílusú, egyosztatú ablakkal megvilágított félköríves apszis. Az apszist teljes egészében a szentély foglalja el, amelynek közepén áll a színes márványból készült főoltár.
A főhajóval azonos magasságú kereszthajó maga is két további hajóra van osztva, galéria nélkül. A belső tér általános megjelenése hangsúlyozottan vertikális, felfelé emeli a tekintetet, ami a fő- és oldalhajók közötti jelentős magasságkülönbségnek is köszönhető. Ezek az egyértelműen gótikus formák (bár a kerek ívek használata mérsékli a hatást) igen ritkák az olasz építészetben.
A székesegyházban található Domenico Ghirlandaio 1479 körül festett képe, a Madonna a gyermekével és a szentekkel.
A sekrestye melletti teremben található Ilaria del Carretto síremléke, amelyet Jacopo della Quercia szobrász 1406 és 1408 között készített. A márványszarkofág alakja Paolo Guinigi feleségét ábrázolja, aki igen fiatalon halt bele a szülésbe. Lábainál egy kis kutya fekszik, a házastársi hűség szimbóluma.
A bal oldali mellékhajóban található a Tempietto del Volto Santo ("a Szent Arc kistemploma"), Matteo Civitali műve, ahol a Luccai Szent arcot őrzik. A nyolcszöges alaprajzú, nyolc oszlopáva1 kerek boltozatot tartó aedicula 1482-1484-ben épült. A benne őrzött "Szent arc" egy 2,4 méter hosszú, fából készült feszület, amelyet a hagyomány szerint Jézus titkos tanítványa, Nikodémosz faragott.

## Galéria

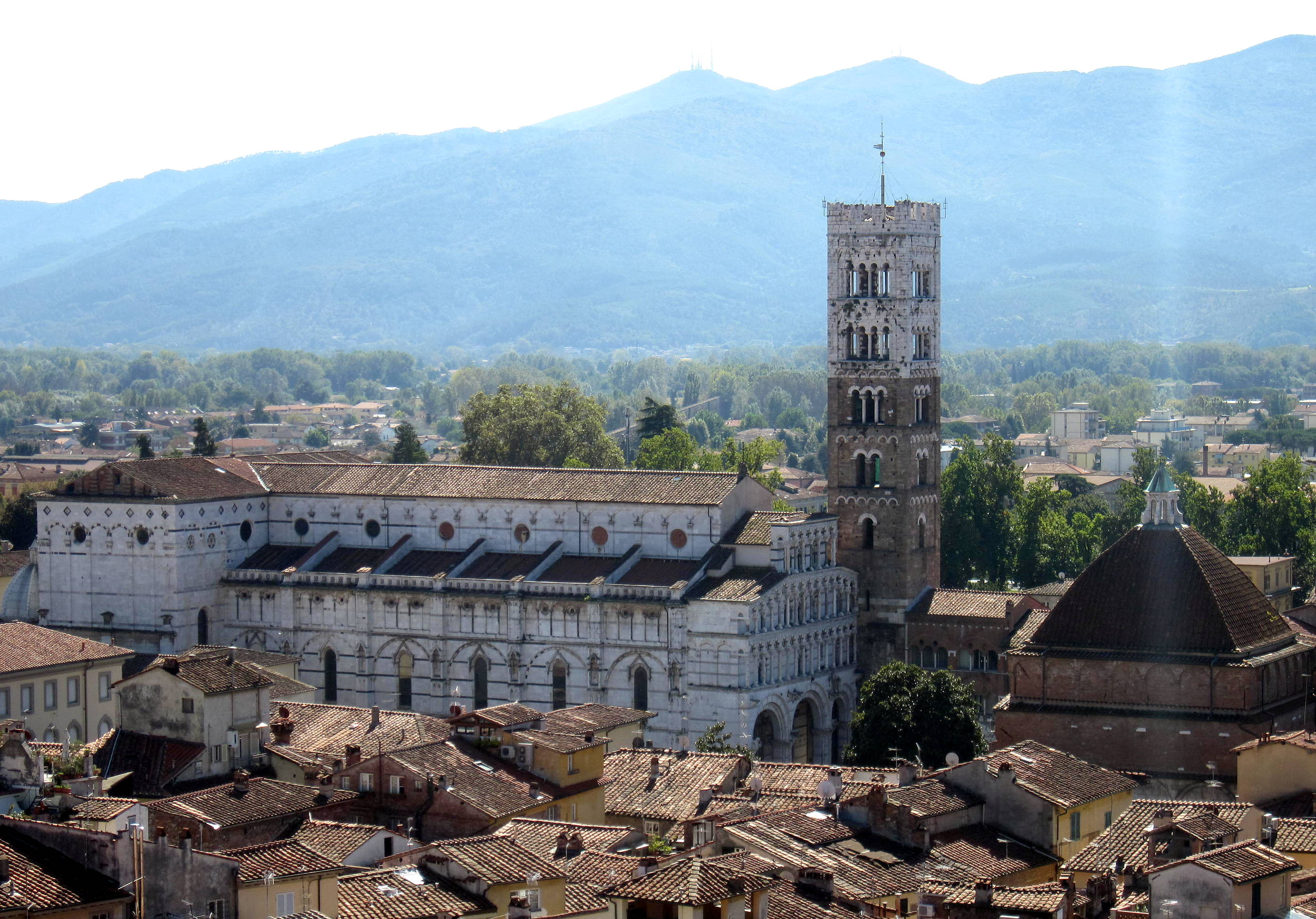
A katedrális madártávlatból
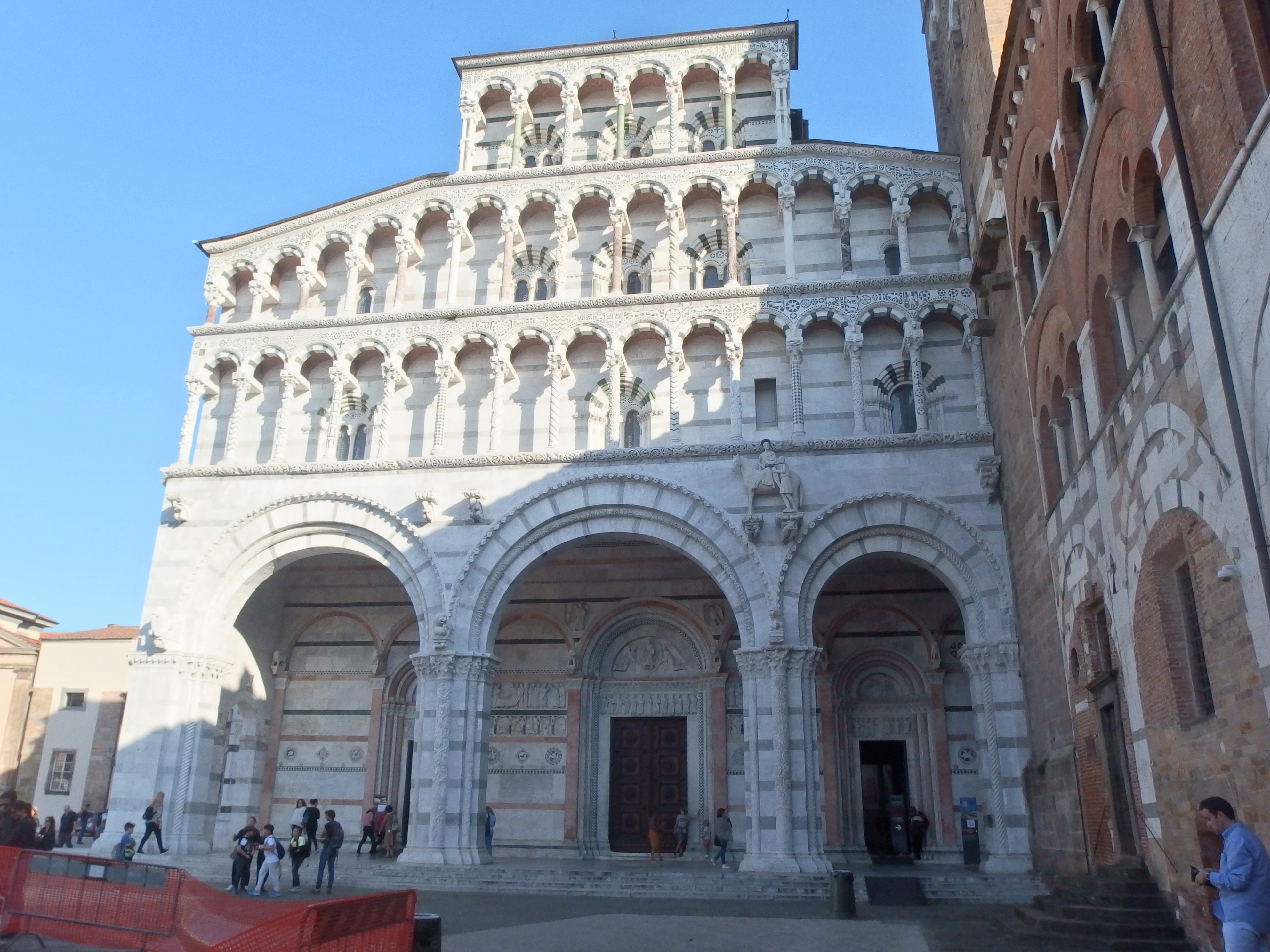
A homlokzat
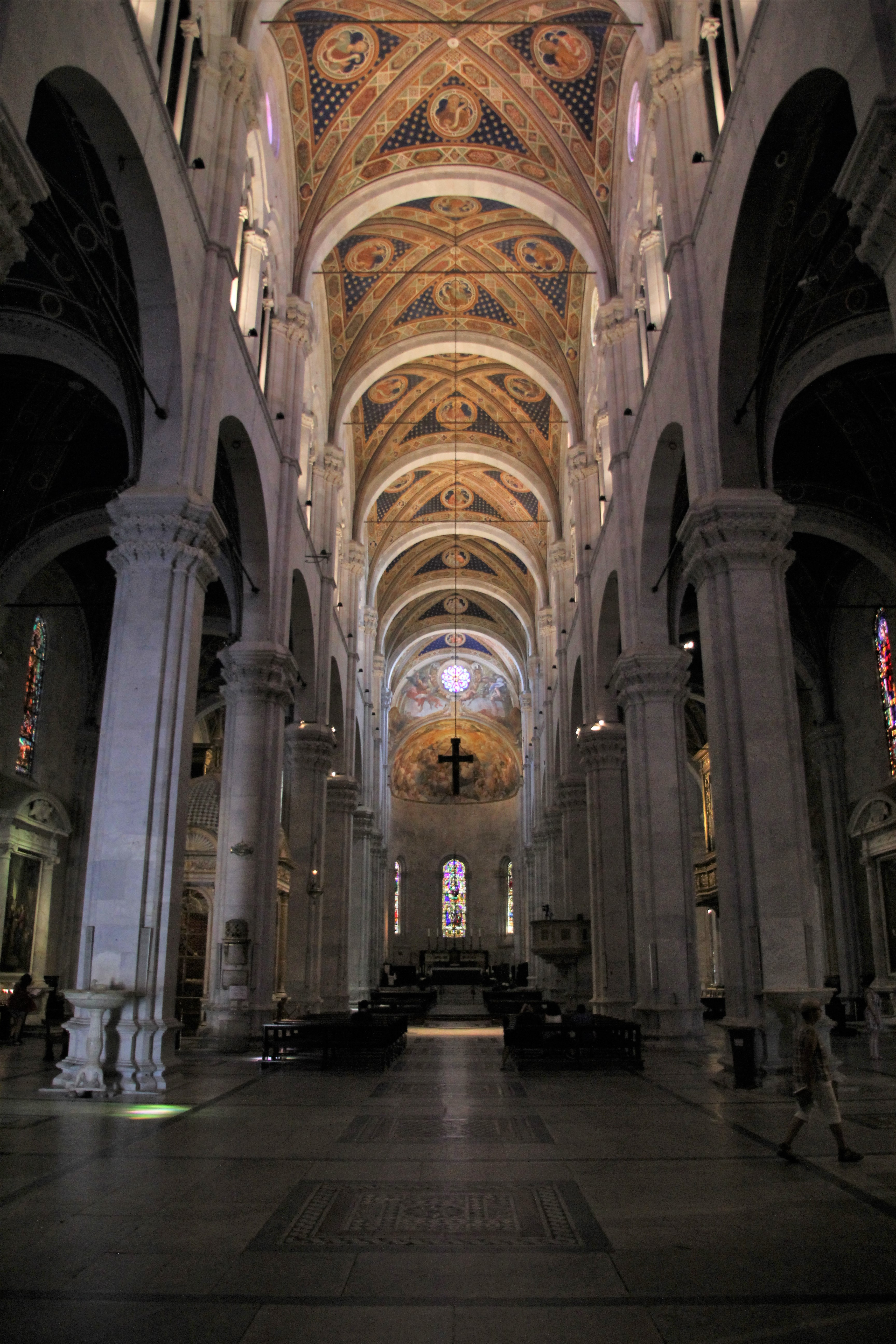
A főhajó belső tere
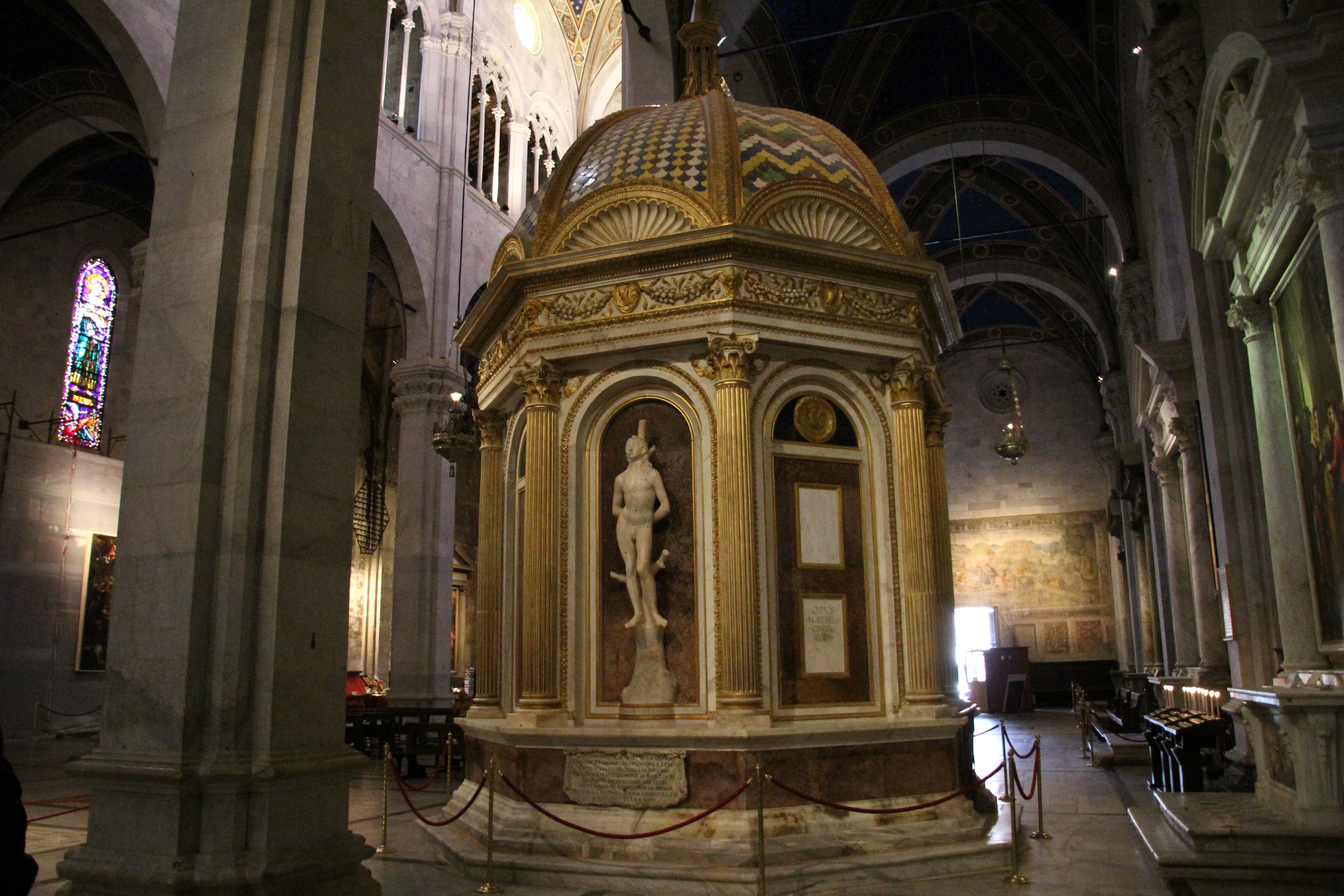
A Szent arc szentélye
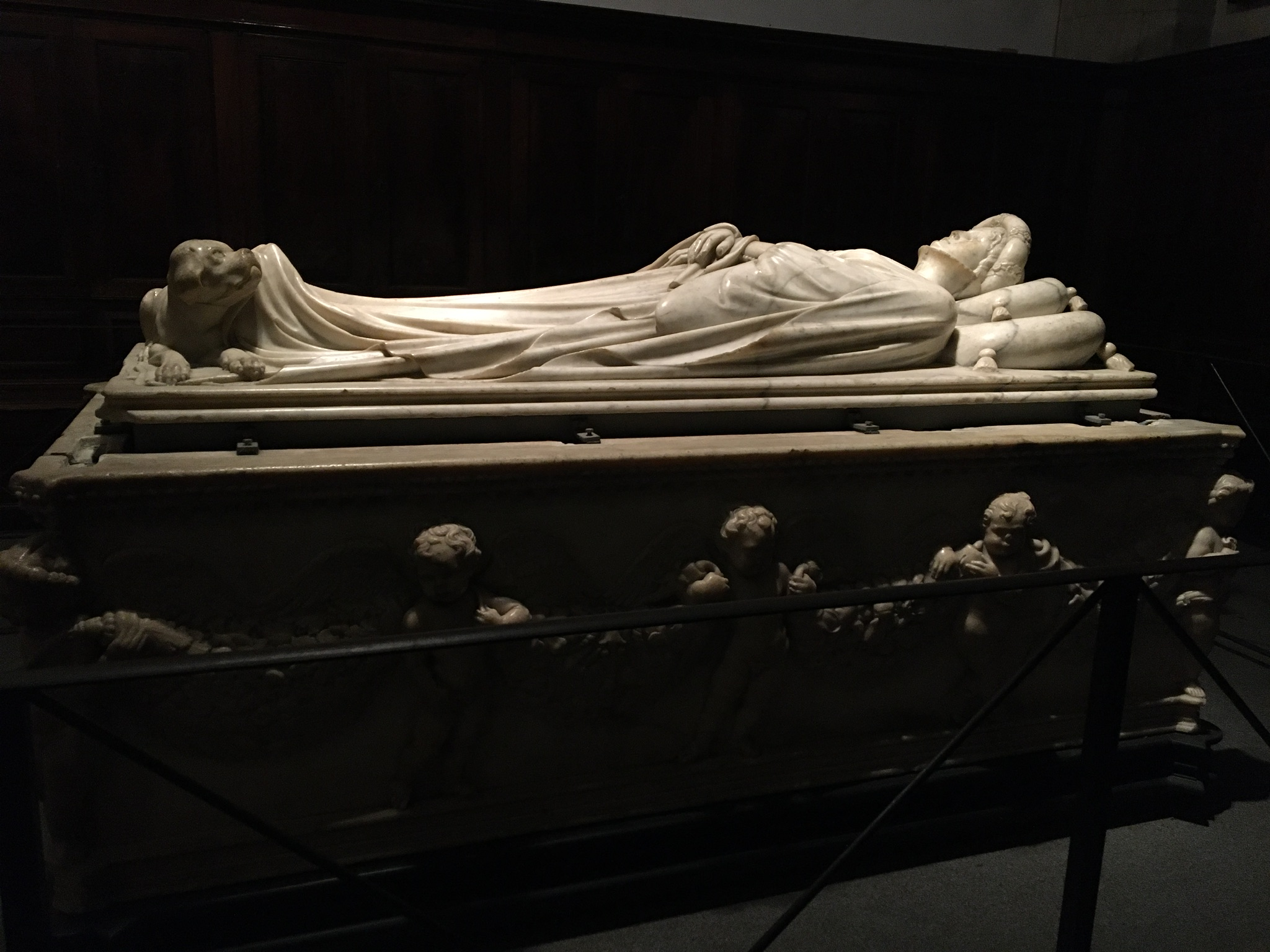
Ilaria del Carretto szarkofágja

## Fordítás
Ez a szócikk részben vagy egészben  a   Cattedrale di San Martino (Lucca) című olasz Wikipédia-szócikk ezen változatának fordításán alapul.  Az eredeti cikk szerkesztőit annak laptörténete sorolja fel. Ez a jelzés csupán a megfogalmazás eredetét és a szerzői jogokat jelzi, nem szolgál a cikkben szereplő információk forrásmegjelöléseként.